# 穆里略廣場

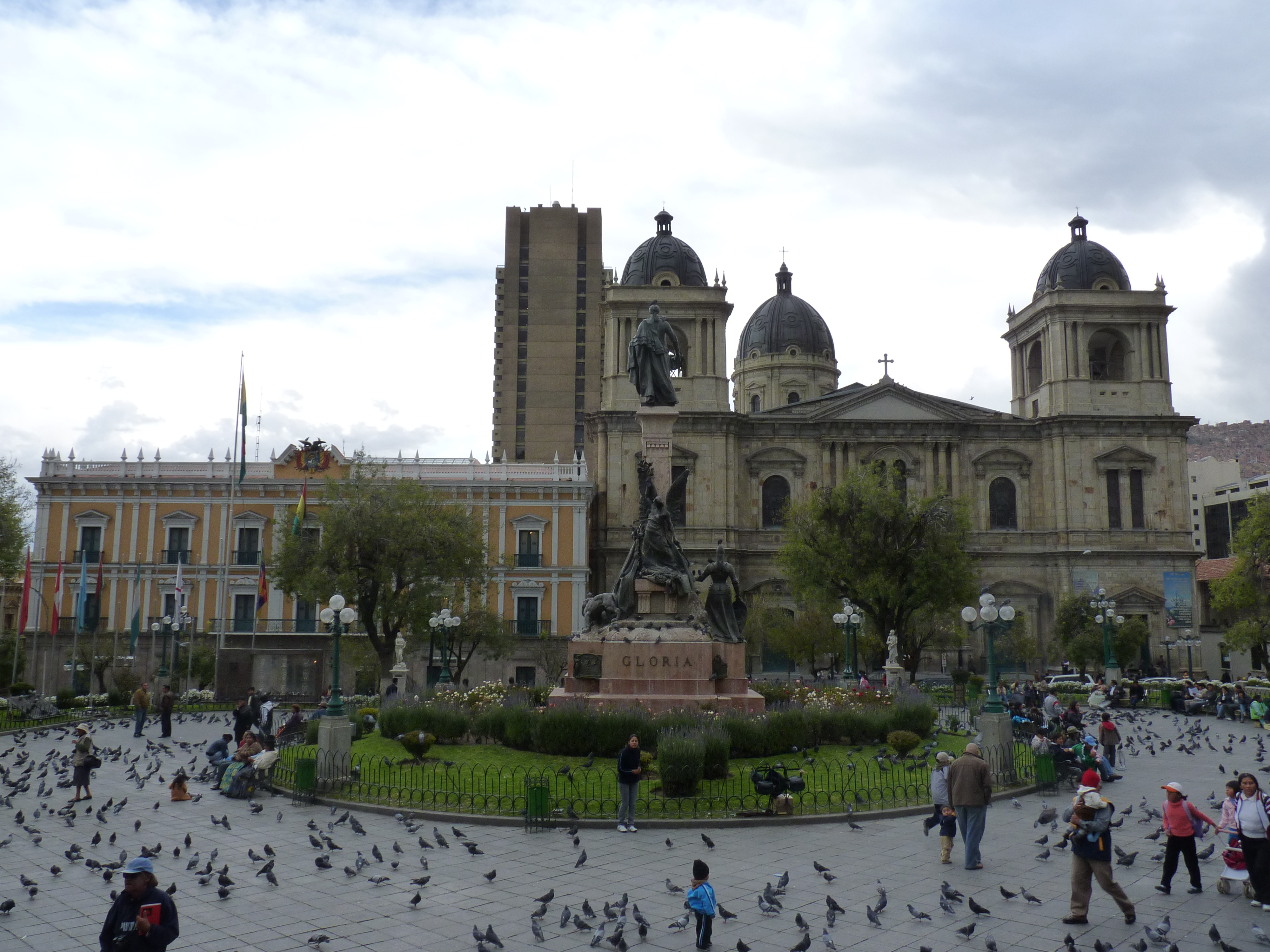
穆里略廣場望向總統府和主教座堂的景觀

穆里略廣場（西班牙語：Plaza Murillo），是玻利維亞首都拉巴斯市中心的廣場，也是與玻利維亞政治息息相關的主要公共空間。廣場上的標誌性建築包括總統府、多民族立法大會和拉巴斯主教座堂（正式名稱為拉巴斯和平聖母主教座堂）。其座落於城市的老城區，四周被索卡巴亞街（西）、阿亞庫喬街（東）、商業街（南）以及英加維和巴利萬街的延伸（北）所包圍。

## 命名
該廣場最初在建造後被命名為馬約爾廣場（最大／主要廣場）。在殖民時期，其被稱為武器廣場。玻利維亞獨立後，為紀念在1810年1月被西班牙軍隊俘虜並絞死的玻利維亞獨立運動人物佩德羅·多明哥·穆里略，其在1902年2月3日被重新命名為7月16日廣場。

## 歷史
該廣場由胡安·古鐵雷斯·帕尼亞瓜於1558年設計，是拉巴斯直角網格規劃的一部分，他受科雷吉多爾伊格納西奧·德阿蘭達任命，負責規劃喬克亞普河北岸的城市。該城區位於現有的西班牙定居點對面，那裡大約有200名西班牙人和大約5000名納貢的土著居民。馬約爾廣場很快取代西班牙人之前的中央廣場，即現在稱為阿隆索德門多薩廣場的地方。圍繞廣場建造的殖民建築包括市政廳（包括監獄）、耶穌會大樓、主教座堂、皇家財政部和主教官邸。
該廣場一直是玻利維亞政治權力鬥爭的舞台。其在許多革命衝突中被爭奪或保衛，包括在1809年、1811年、1814年、1862年、1865年、1871年、1898年、1946年、1952年、2002年和2024年。獨立時代的領袖佩德羅·多明戈·穆里略、胡安·安東尼奧·菲格羅亞、巴西利奧·卡塔科拉、布埃納文圖拉·布埃諾、梅爾喬爾·希門尼斯、馬里亞諾·格拉內羅斯、阿波利納爾·哈恩、格雷戈里奧·加西亞·蘭薩、胡安·巴蒂斯塔·薩加爾納加、胡安·科爾德羅和西蒙娜·曼薩內達都在廣場上或附近被殺。在1946年反對玻利維亞總統瓜爾韋托·比利亞羅埃爾的起事中，比利亞羅埃爾的屍體被吊在廣場的路燈上。
而在2024年玻利維亞未遂政變中，玻利維亞陸軍總司令胡安·何塞·蘇尼加所領導的一群玻利維亞武裝部隊士兵佔領穆里略廣場，試圖推翻政府內閣但失敗。